# Ščëlkovskij rajon
Lo Ščëlkovskij rajon (in russo Щёлковский район?) era un rajon dell'Oblast' di Mosca, nella Russia europea; il capoluogo era Ščëlkovo. Istituito nel 1929, ricopriva una superficie di 807 chilometri quadrati e nel 2010 ospitava una popolazione di circa 182.000 abitanti.